# Novaci
Novaci er en by i distriktet Gorj i Oltenien, Rumænien, der ligger ved foden af Parâng-bjergene, ved floden Gilort. Den administrerer fire landsbyer: Bercești, Hirișești, Pociovaliștea og Sitești.
Floden delte traditionelt den olteniske bebyggelse Novacii Români fra Novacii Străini, der hovedsageligt var befolket af hyrder, der kom fra over bjergene, fra distriktet Sibiu i Transsylvanien. Forskellene mellem de to dele af byen er tydelige i den traditionelle folkelige arkitektur: de lave hegn i Oltenien er erstattet af høje porte og skjulte gårdspladser i Novacii Străini.
Byen har 5.276 (2021) indbyggere.
Befolkningstallet har været støt faldende siden 1990'erne, hovedsagelig på grund af de unge, veluddannede indbyggeres migration til større byer.

## Geografi
Novaci ligger i Karpaternes forland i Sydkarpaterne, på sydsiden af Parâng-bjergene ved floden Gilort. Distriktets hovedstad Târgu Jiu ligger ca. 35 km mod sydvest.
Kun 12 km fra Novaci ligger feriestedet Rânca i 1.600 moh. omgivet af bjergtoppe og en fantastisk udsigt til Parângu Mare-toppen, og når vejret er godt, kan man se Peleaga-toppen i Retezat-bjergene. Om vinteren er der to skiløjper med lav og middel sværhedsgrad.